# Apiomorpha strombylosa
Apiomorpha strombylosa är en insektsart som först beskrevs av Johann Gottlieb Otto Tepper 1893.  Apiomorpha strombylosa ingår i släktet Apiomorpha och familjen filtsköldlöss. Inga underarter finns listade i Catalogue of Life.